# Metalen toren van Fourvière
De metalen toren van Fourvière (Frans: tour métallique de Fourvière) is een monument in de stad Lyon, Frankrijk. De toren staat dicht bij de basiliek Notre-Dame de Fourvière op de heuvel Fourvière.
De metalen toren van Fourvière is gebouwd tussen de jaren 1892 tot 1894 door een particulier. De bouw van de toren werd door het gemeentebestuur ondersteund.
Hij heeft een hoogte van 85,9 meter en een gewicht van 210 ton. De architectuur is vergelijkbaar met die van de Eiffeltoren in Parijs, hoewel er een groot verschil is in grootte: de Eiffeltoren is 300 meter hoog en heeft een totaal gewicht van 10.100 ton.
Ten tijde van de Wereldtentoonstelling van Lyon in 1914 was er in de toren een restaurant en een hydraulische lift die tweeëntwintig personen tegelijkertijd naar de top kon brengen.
Op 1 november 1953 werd er een televisieantenne op gebouwd van de Franse radio- en televisiezender Office de Radiodiffusion Télévision Française (ORTF). Deze zender is niet toegankelijk voor publiek.
De toren is het hoogste punt van de stad Lyon en de top bevindt zich op 372 meter hoogte; de stad Lyon ligt zelf gemiddeld op een hoogte van 186 meter, met een hoogteverschil van 162 tot 312 meter. Het hoogteverschil met de rivier de Saône is 350 meter, wat vergelijkbaar is met het hoogteverschil tussen de Eiffeltoren en de rivier de Seine.
De toren bevindt zich bij het station Fourvière van de kabelspoorweg van Fourvière.

## Radiozenders (FM)
| Programme      | Frequence | Puissance |
| -------------- | --------- | --------- |
| France Inter   | 87,75 MHz | 2 kW      |
| Regional       | 91,05 MHz | 2 kW      |
| France Culture | 94,0 MHz  | 3 kW      |
| France Musique | 98,0 MHz  | 2 kW      |

## Tv-zenders
| Programme     | Canal | Frequence  | Puissance |
| ------------- | ----- | ---------- | --------- |
| M6            | 22    | 479,25 MHz | 10 kW     |
| France 5/ARTE | 28    | 527,25 MHz | 10 kW     |
| France 2      | 58    | 767,25 MHz | 10 kW     |
| TF1           | 61    | 791,25 MHz | 10 kW     |
| France 3      | 64    | 815,25 MHz | 10 kW     |